# Stra
Stra est une commune italienne de la ville métropolitaine de Venise dans la région Vénétie en Italie.

## Histoire
Le 13 juin 1934 eut lieu à Stra une rencontre entre Mussolini et Hitler.

## Culture

### Monuments

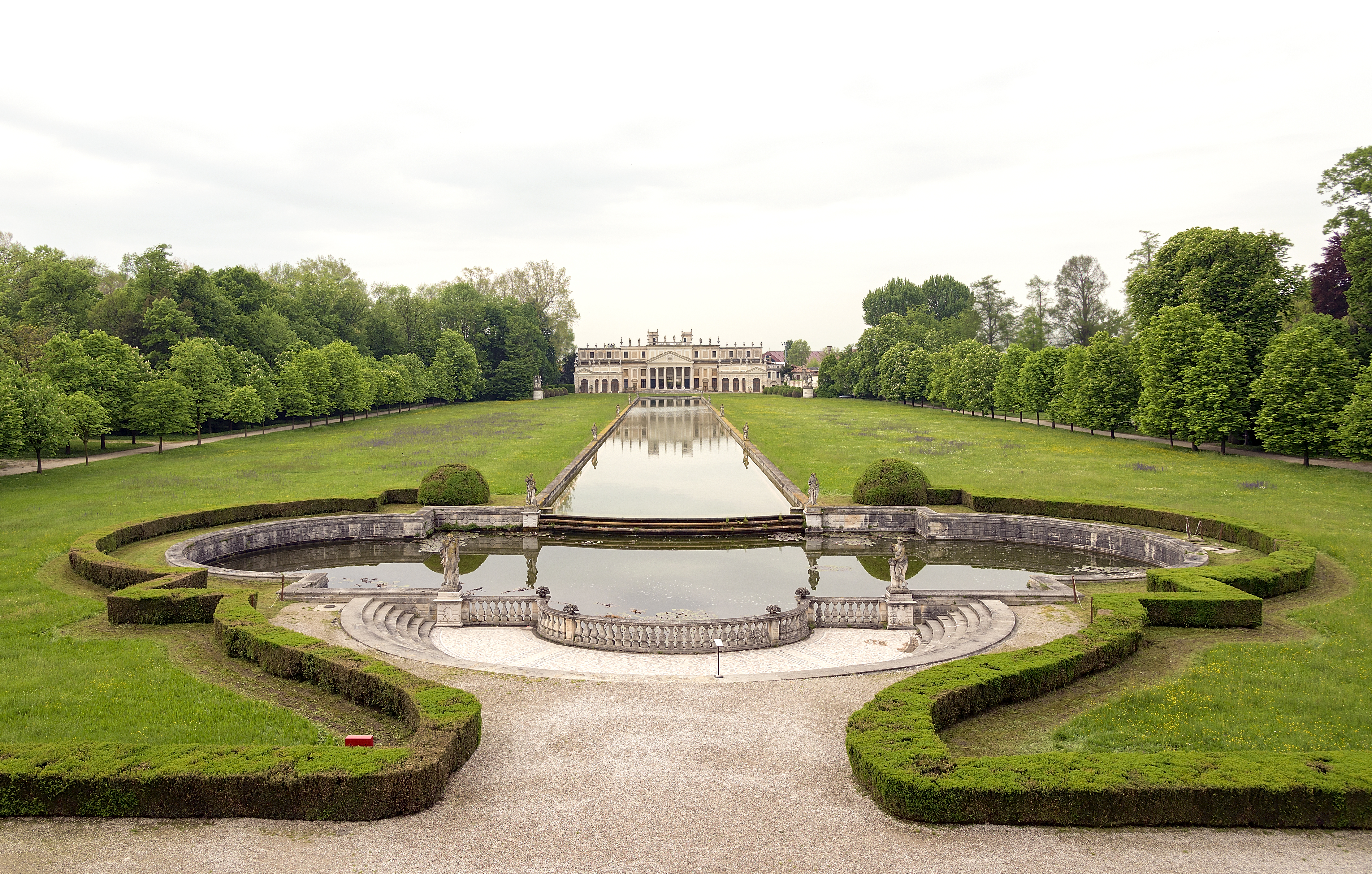
Bassins et les écuries

- La villa Pisani est une demeure du XVIIIe siècle qui fut édifiée à la demande du doge de Venise Alvise Pisani.

On peut y voir un groupe de sculptures de Mimmo Paladino intitulé I dormienti.

### Sports
Le départ au marathon de Venise a lieu à Stra.

## Administration
| Période                                  | Période  | Identité               | Étiquette | Qualité |
| ---------------------------------------- | -------- | ---------------------- | --------- | ------- |
| Depuis le 25/05/2014                     | En cours | Caterina Cacciavillani |           | Maire   |
| Les données manquantes sont à compléter. |          |                        |           |         |

### Hameaux
San Pietro, Paluello

### Communes limitrophes
Dolo (Italie), Fiesso d'Artico, Fossò, Noventa Padovana, Vigonovo, Vigonza